# Cu xanh chân vàng

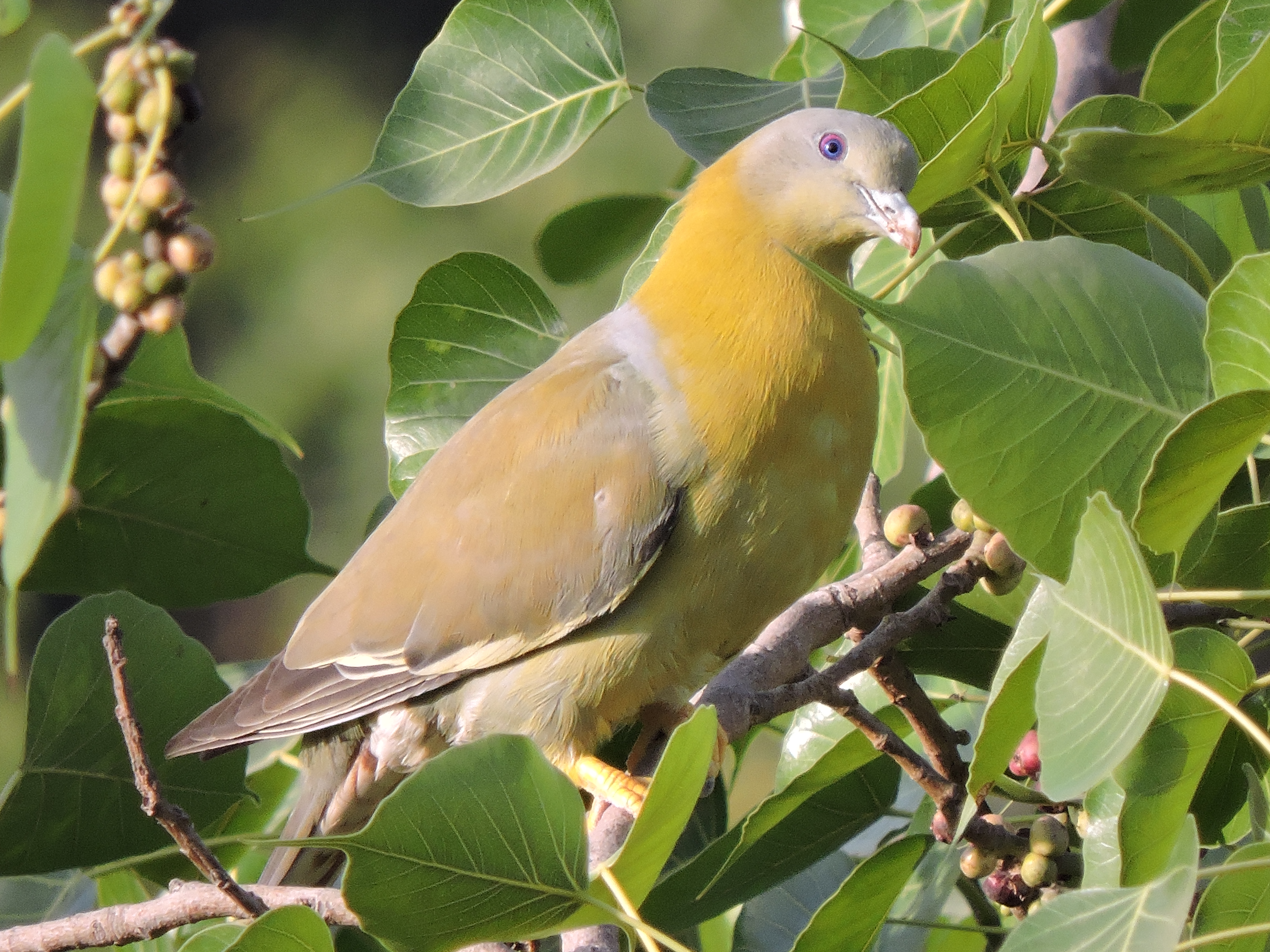
At Punjab Bhavan, New Delhi

Cu xanh chân vàng (danh pháp khoa học: Treron phoenicopterus) là một loài chim trong họ Columbidae.
Loài chim này được tìm thấy ở tiểu lục địa Ấn Độ. Nó là chim biểu tượng bang của Maharashtra. Loài chim này ăn trái cây, và chúng kiếm ăn theo đàn. Vào buổi sáng sớm, chúng thường phơi nắng trên ngọn cây trong các khu vực rừng rậm. 